# 上海青浦消防
上海青浦消防器材股份有限公司，簡稱上海青浦消防器材股份，以及上海青浦消防（英語：Shanghai Qingpu Fire-Fighting Equipment Co., Ltd.，港交所：8115），在1989年，由上海市青浦区城镇集体工业联合社，於上海（總部）成立前身「上海青浦消防器材廠」，1999年，由民營企業上海華盛企業（集團）有限公司收購該公司89%股權更名為「上海青浦消防器材有限公司」。
董事長為周金輝（為浙江恒泰房地產股份有限公司、聯城消防集團股份有限公司董事，也是主要股東），為業務在中國內地經營生產及銷售壓力容器（包括消防器材產品及壓力容器產品）、提供防火科技檢測服務、買賣潔具所收取佣金以及銷售水族用品及其他產品。
股份在2004年6月30日於港交所創業板上市，配售股份價格為0.54港元，配售股份數目為5556萬股H股，而集資額為3000萬港元。
2006年12月21日，該公司開始停牌，而主要涉及拍賣股份糾紛有關。
2009年4月至6月，該公司被聯城消防（香港）股份有限公司，收購完成，根據資料，所持有該公司股數為1,300,000股H股。
2013年8月1日，該公司正式復牌。

## 外部連結
- shanghaiqingpu.com（页面存档备份，存于）